# William Greenfield
William Greenfield († 6 décembre 1315) est un ecclésiastique anglais devenu Lord grand chancelier d'Angleterre et archevêque d'York. 

## Biographie

### Jeunesse et éducation
Il est né dans le hameau de Greenfield, dans le Lincolnshire, mais sa date de naissance n'est pas connue. En 1269, il étudie à Oxford aux dépens de son parent, Gauthier Giffard, chancelier d'Angleterre et archevêque d'York. Après Oxford, Greenfield étudie à Paris où il devient docteur en droit civil et en droit canonique.

### Fonctions ecclésiastiques et étatiques
Avant de devenir archevêque, il a exercé les fonctions suivantes :
- Curé-doyen de Chichester ;
- Recteur de Stratford-upon-Avon ;
- Prébendier de Ripon ;
- Chancelier temporel de Durham ;
- Chancelier d'Angleterre (1302–1305).

Depuis 1290, il est également au service de l'État par le roi Édouard Ier.

### Archevêque d'York
Greenfield a été élu par le chapitre de York le 4 décembre 1304; cependant, sa consécration a pris du retard à la mort du pape Benoît XI. Finalement, il fut consacré par Clément V à Lyon, le 30 janvier 1306. 
Lorsque l'attaque contre les Templiers en Angleterre a commencé en 1308, Greenfield leur était favorable et a refusé de prendre part à des actions contre eux dans la province de Canterbury. Cependant, il était présent au Grand Conseil de Vienne en 1312, lorsque le pape Clément V émit un édit dissolvant l'Ordre du Temple.
Greenfield meurt dans son palais de Cawood le 6 décembre 1315 et est enterré dans la partie est du transept nord de la cathédrale d'York, où son monument reste toujours.